# پیدل بروک
پیدل بروک (به انگلیسی: Piddle Brook) رودخانه‌ای است که در انگلستان جریان دارد.